# 赵屯镇 (砀山县)
赵屯镇，是中华人民共和国安徽省宿州市砀山县下辖的一个乡镇级行政单位。

## 行政区划
赵屯镇下辖以下地区：
张新庄村、汪屯村、薛口村、黄庄寨村、万楼村、杜阁村、赵屯村、蒋庄村、吕集村、卞楼村和梅屯村。